# 加藤エミ
加藤 エミ（かとうエミ、1960年3月30日 - ）はミスDJリクエストパレードの初代パーソナリティ。毎週月曜日を担当していた。現在はハワイ伝統舞踊研究家・舞踊塾フラアーツ主宰「カトーエミイ」として活動。

## 来歴
立教大学経済学部卒業。在学中にミュージカル「南太平洋」でデビュー。女子大生ブームの走りになったラジオ番組ミスDJリクエストパレードで、1981年10月から1982年11月まで月曜日のパーソナリティを担当した。また、バンド「ブラディ・メリー」のヴォーカルとしてプロデビュー、シングル「あぶないのよTonight」（1982年）、アルバム「ブラディ・メリー」（1981年）などをコロムビアレコードからリリース。
ミスDJ終了と同時にブラディ・メリーの活動も停止。バンド活動を通して知り合った男性と23歳の時に結婚。1988年10月に開局してすぐにスタートしたエフエムナックファイブの土曜昼の番組『SATURDAY BROOPER』のパーソナリティを結婚後の姓「田島えみ」の名前で担当、ラジオの仕事に復帰。1994年、ダンスユニット『G3』を結成し、クラウンレコードからアルバム2枚をリリース、全国ツアーを行うなど活動。
のちにホノルルに渡り、ポリネシアンダンスを学ぶ。2004年、CDアルバム『DANCING UNDER THE MOON』をアメリカハワイ州・カリフォルニア州にてリリース。同年、東京都千代田区にハーラウ（フラ教室）を設立。古典フラの継承者、ナラニ・カナカオレ（アメリカ合衆国唯一の文化財指定者）に師事。2012年、ハワイのハーラウルーツから『KUMU』の称号を得る。ショーのプロデュースなどジャズダンス、ポリネシアンダンスなどの分野で活動。現在はフラの指導やライブ、イベントなどの活動を行っている。